# Glockenturm von Schwarzenbach
Koordinaten: 49° 21′ 6,6″ N, 11° 20′ 39,1″ O

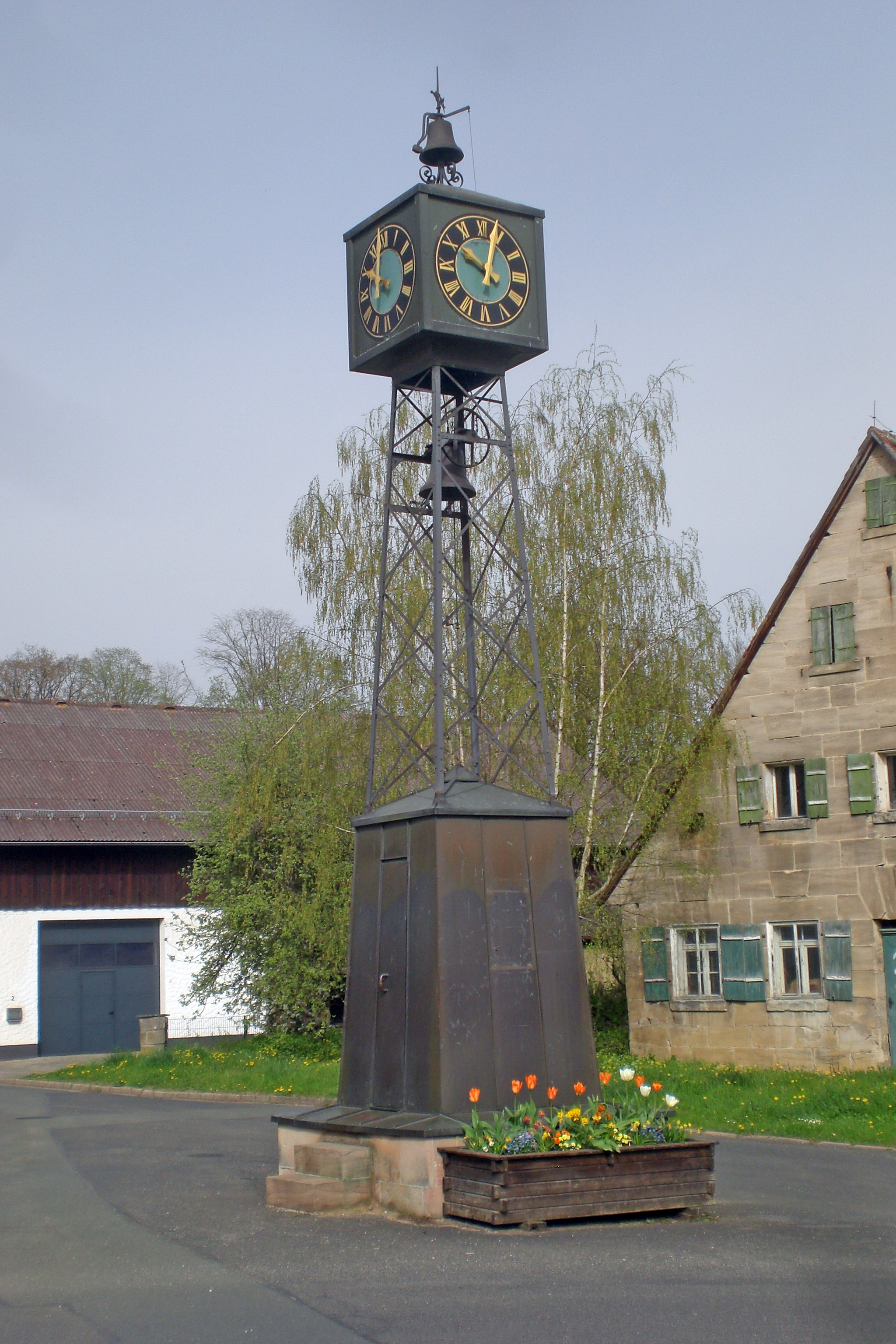
Der Glockenturm von Schwarzenbach (2024)

Der Glockenturm von Schwarzenbach ist ein Glockenturm in Schwarzenbach, einem Gemeindeteil der Gemeinde Burgthann im mittelfränkischen Landkreis Nürnberger Land in Bayern. Er gilt als das Wahrzeichen des Ortes. Der Turm ist ein Baudenkmal.

## Geschichte
Der Glockenturm wurde im Jahr 1925 errichtet, da der Ort kein Kirchgebäude hatte. Die Glocken, das Uhrwerk und der Turm bestehen aus Gusseisen.
Der Eisengerüstturm ist in ein Betonfundament eingelassen. Die Uhr besteht aus vier großen Zifferblättern; darunter hängt die größere 60 Kilogramm schwere Läutglocke für die vollen Stunden. Die kleinere Glocke über der Uhr schlägt die Viertelstunden.
Seit der Einweihung am 17. Juli 1925 läutet die Glocke morgens, mittags und abends zum Gebet. Früher wurde dieses Gebetsläuten von Hand durch einen beauftragten Gemeindebürger durchgeführt. In den 1980er Jahren wurde der Glockenturm renoviert und ein elektrisches Läutwerk eingebaut.